# Universidad de Oulu
La Universidad de Oulu (en finés Oulun yliopisto) es una institución universitaria de financiamiento público, está situada a seis kilómetros al norte del centro de la ciudad de Oulu, Finlandia.
Dicha universidad fue fundada el 8 de julio de 1958. Posee una matrícula estimada en 17 000 estudiantes y un personal activo de 3000 docentes.
La Universidad de Oulu está dividida en seis facultades:
- Facultad de Tecnología
- Facultad de Ciencia
- Facultad de Humanidades
- Facultad de Medicina
- Facultad de Educación
- Facultad de Economía y Administración Financiera.